# 이코마 진
이코마 진(일본어: 生駒 仁, 1999년 7월 1일~)는 일본의 축구 선수이다.

## 구단 경력
그는 2018년 J1리그의 요코하마 F. 마리노스에 입단했다. 9월 J3리그의 카탈레 도야마로 이적했다. 2019년 기라반츠 기타큐슈로 이적했다. 2019년 J3리그 우승으로 J2리그로 승격했다. 2021년까지 49경기에 출전하여, 1득점을 넣었다. 2022년부터 2023년까지 레노파 야마구치 FC에서 뛰었다. 2024년 이와키 FC로 이적했다.